# Lista de parques estaduais da Carolina do Norte

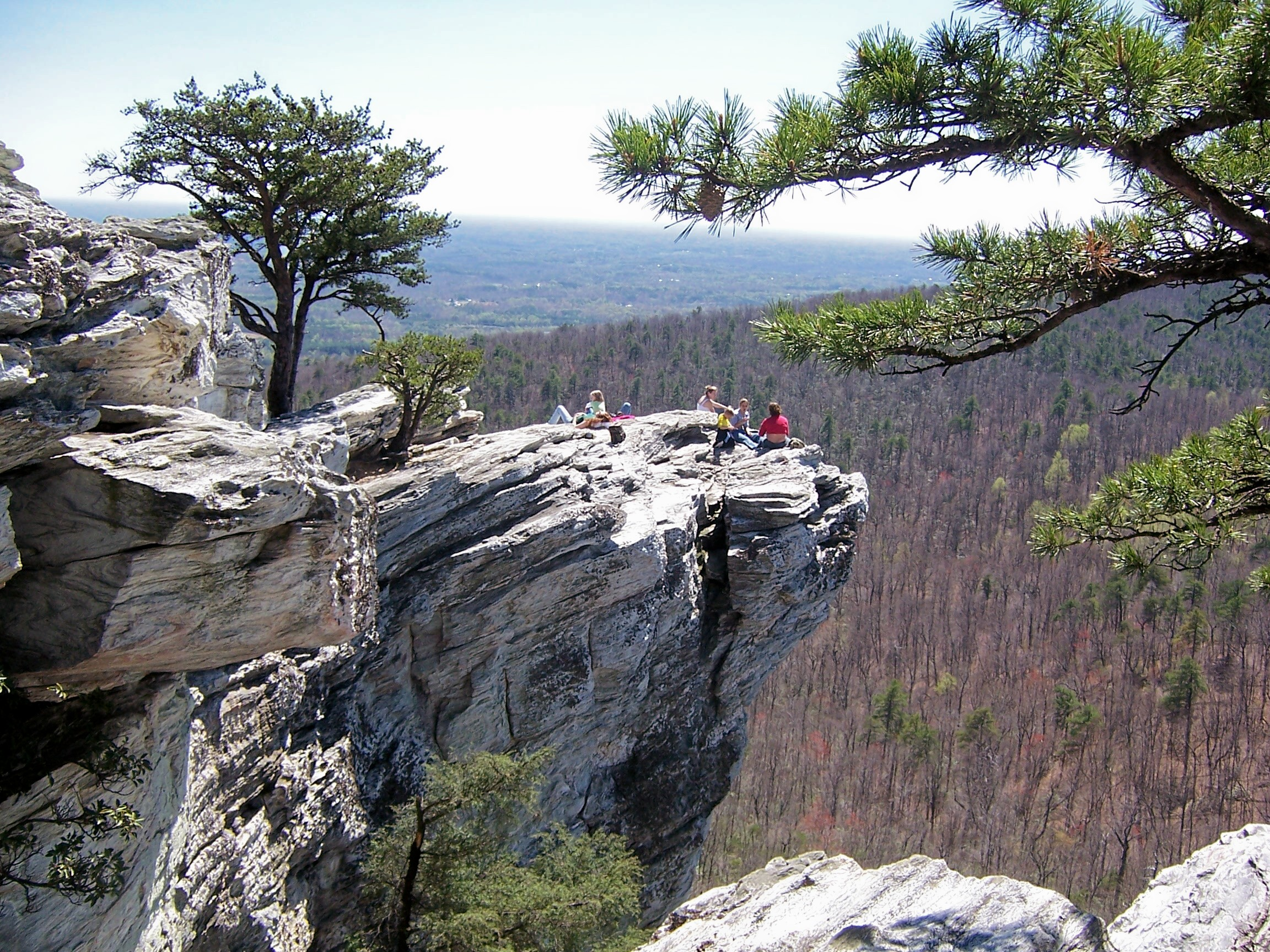
Parque Estadual de Hanging Rock

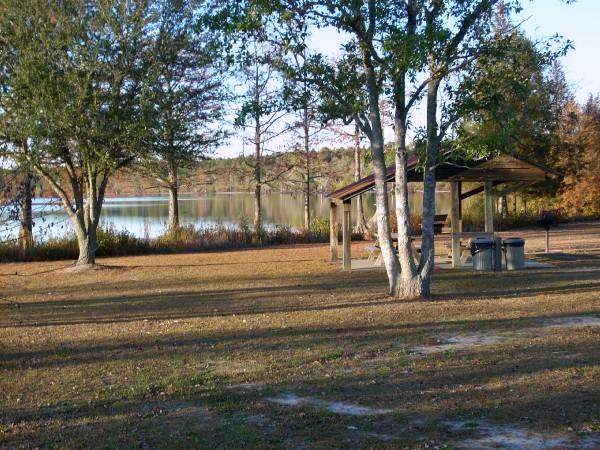
Parque Estadual de Jones Lake

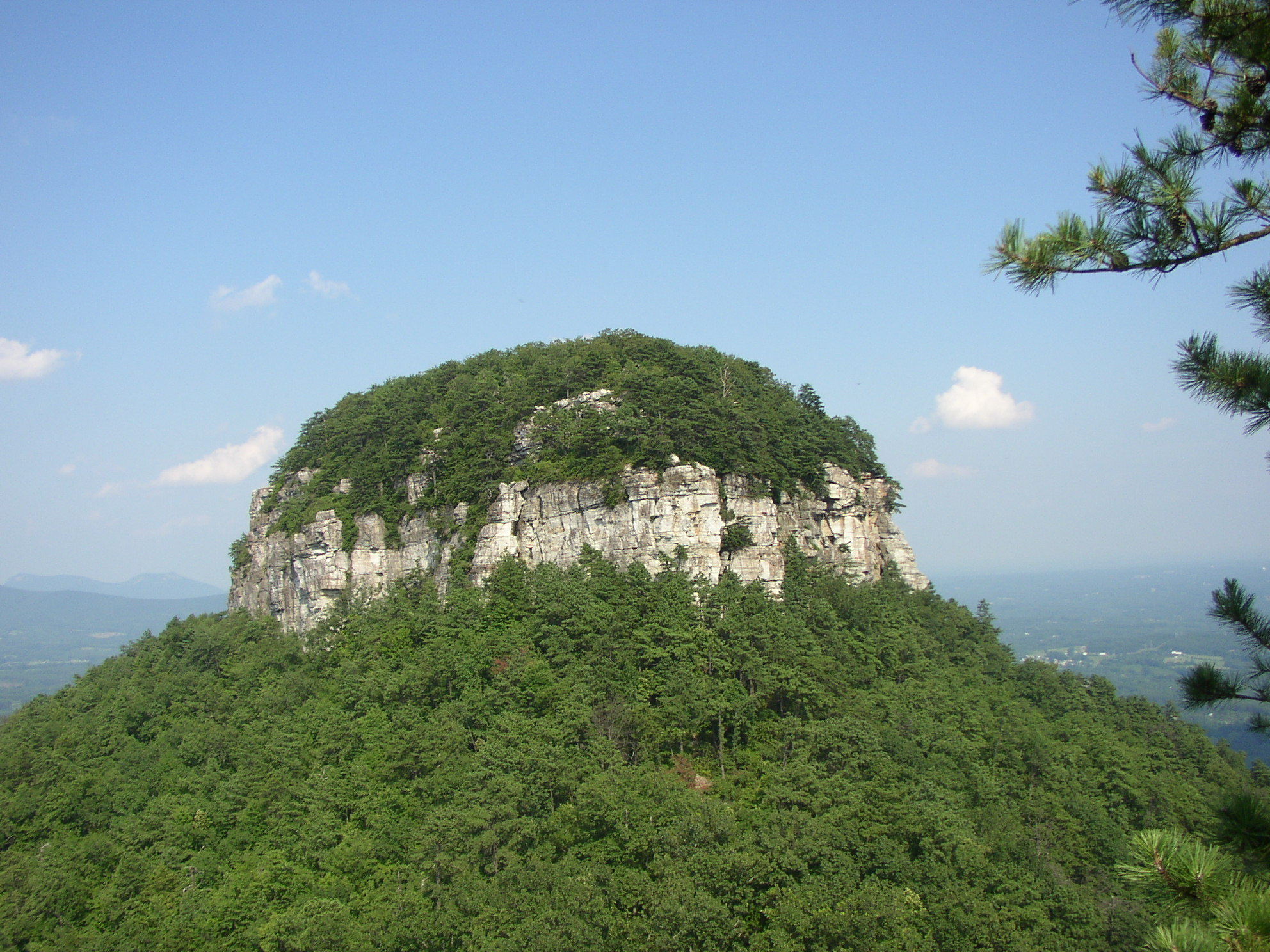
Parque Estadual de Pilot Mountain

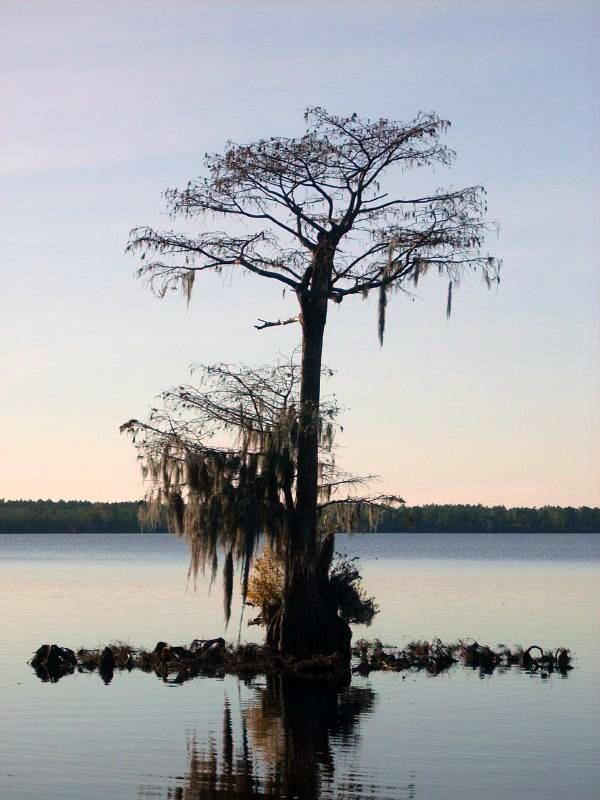
Parque Estadual de Singletary Lake

Esta é uma lista dos parques estaduais da Carolina do Norte, Estados Unidos.
- Parque Estadual de Carolina Beach
- Parque Estadual de Chimney Rock Park
- Parque Estadual de Cliffs of the Neuse
- Parque Estadual de Crowders Mountain
- Parque Estadual de Dismal Swamp
- Parque Estadual de Elk Knob
- Parque Estadual de Eno River
- Área de Recreação Estadual de Falls Lake
- Área de Recreação Estadual de Fort Fisher
- Parque Estadual de Fort Macon
- Parque Estadual de Goose Creek
- Parque Estadual de Gorges
- Parque Estadual de Hammocks Beach
- Parque Estadual de Hanging Rock
- Parque Estadual de Haw River
- Parque Estadual de Jockey's Ridge
- Parque Estadual de Jones Lake
- Área de Recreação Estadual de Jordan Lake
- Área de Recreação Estadual de Kerr Lake
- Parque Estadual de Lake James
- Parque Estadual de Lake Norman
- Parque Estadual de Lake Waccamaw
- Parque Estadual de Lumber River
- Parque Estadual de Mayo River
- Parque Estadual de Medoc Mountain
- Parque Estadual de Merchants Millpond
- Parque Estadual de Morrow Mountain
- Área Natural Estadual Mount Jefferson
- Parque Estadual de Mount Mitchell
- Parque Estadual de New River
- Área Natural Estadual de Occoneechee Mountain
- Parque Estadual de Pettigrew
- Parque Estadual de Pilot Mountain
- Parque Estadual de Raven Rock
- Parque Estadual de Singletary Lake
- Parque Estadual de South Mountains
- Parque Estadual de Stone Mountain
- Área de Preservação Natural de Weymouth Woods-Sandhills
- Parque Estadual de William B. Umstead